# Telmatherina bonti
Telmatherina bonti là một loài cá thuộc họ Telmatherinidae. Nó là loài đặc hữu của Indonesia.